# ROKS Bi Ro Bong
Le ROKS Bi Ro Bong (LST-682) est un navire de débarquement de chars de la marine de la république de Corée, le deuxième navire de la classe Go Jun Bong.

## Carrière
Le ROKS Bi Ro Bong (LST-682) a été construit par Hanjin Heavy Industries à Busan, lancé en 1995 et mis en service en 1998.
Le 27 mars 2007, il s’entraîne aux opérations amphibies en participant à Foal Eagle, avec les navires d’assaut amphibies LCAC et USS Essex (LHD-2), USS Tortuga (LSD-46) et USS Juneau (LPD-10) de l’US Navy transportant des véhicules de la république de Corée.